# Чесменська битва (1770)
Чесменська битва — морська битва між російським та османським флотом під час російсько-турецької війни 1768—1774 років, яка відбулась 24—26 червня (5—7 липня) 1770 року в бухті міста Чешме (тур. Çeşme) в Хіоській протоці (Егейське море).

## Передумови
Після початку російсько-турецької війни в 1768 році Російська імперія відправила декілька ескадр з Балтійського моря в Середземне, щоб відволікти увагу османського флоту від чорноморського флоту (Перша Архіпелазька експедиція).
Після активних пошуків дві російські ескадри ( 9 лінійних кораблів, 3 фрегати, 1 бомбардирський корабель, 17 допоміжних суден та транспортів, всього 820 гармат)
під командуванням адмірала Г. А. Спиридова та контр-адмірала Джона Ельфінстона під загальним командуванням О. Г. Орлова знайшла османську ескадру (16 лінійних кораблів, 6 фрегатів, 13 галер, 6 шебек, 32 малих суден, всього 1430 гармат). Османські кораблі, вишикувані у 2 бойові лінії, стояли на якорі в Хіоській протоці на відстані 0,5 милі від берега.

## План бою
24 червня (5 липня) на військовій раді командирів кораблів був прийнятий план, запропонований Г. А. Спиридовим (фактичним керівником бойових дій російської ескадри). Всупереч існуючим правилам лінійної тактики було вирішено йти в кільватерній колоні майже перпендикулярно до бойової лінії противника, атакувати під парусами з короткої дистанції (50-70 метрів) його авангард та частину центра, завдати зосереджений удар по флагманському кораблю «Реал-Мустафа» та порушити управління ескадрою.

## Хід битви

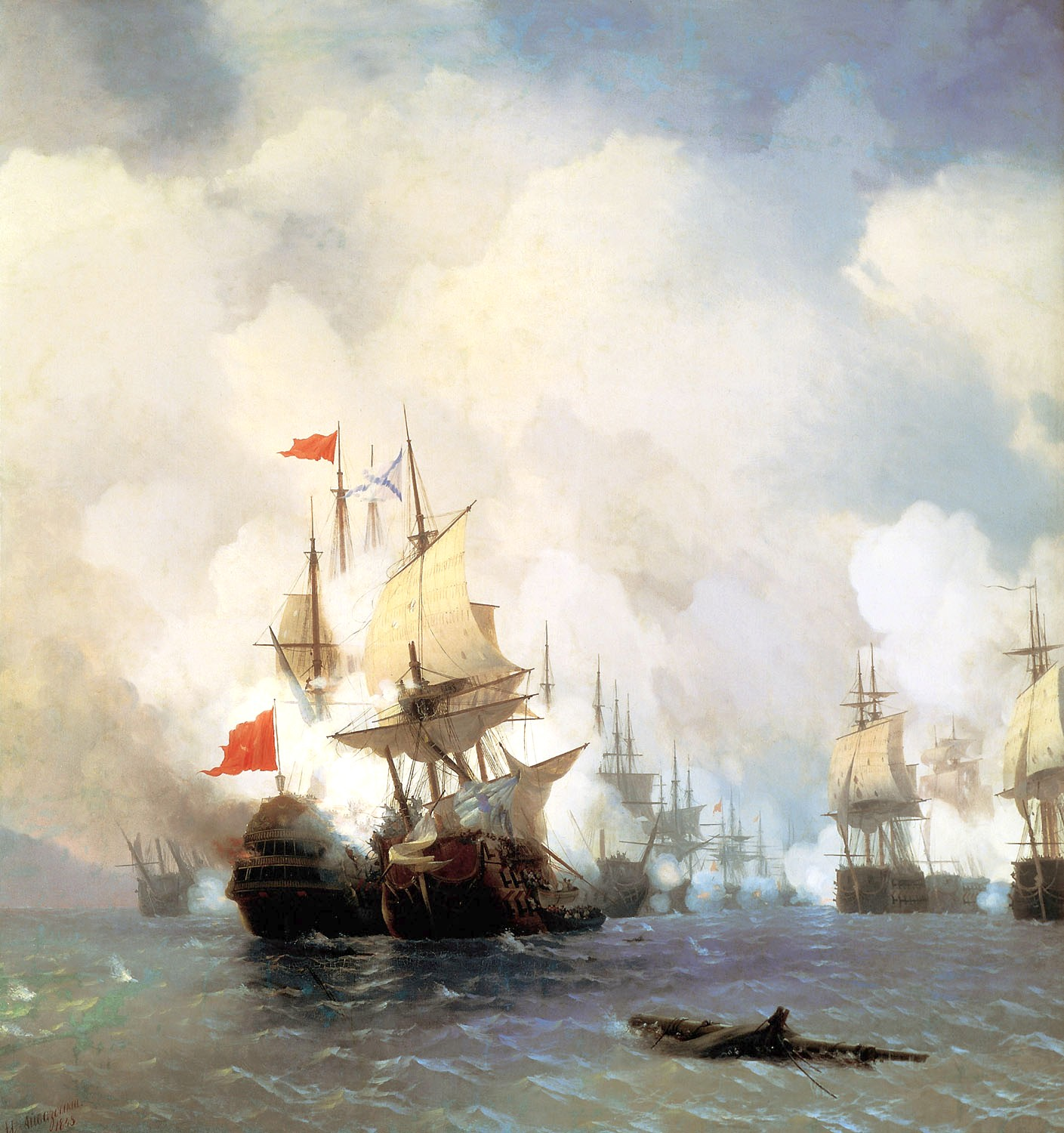
І. К. Айвазовський. «Хіоський бій»

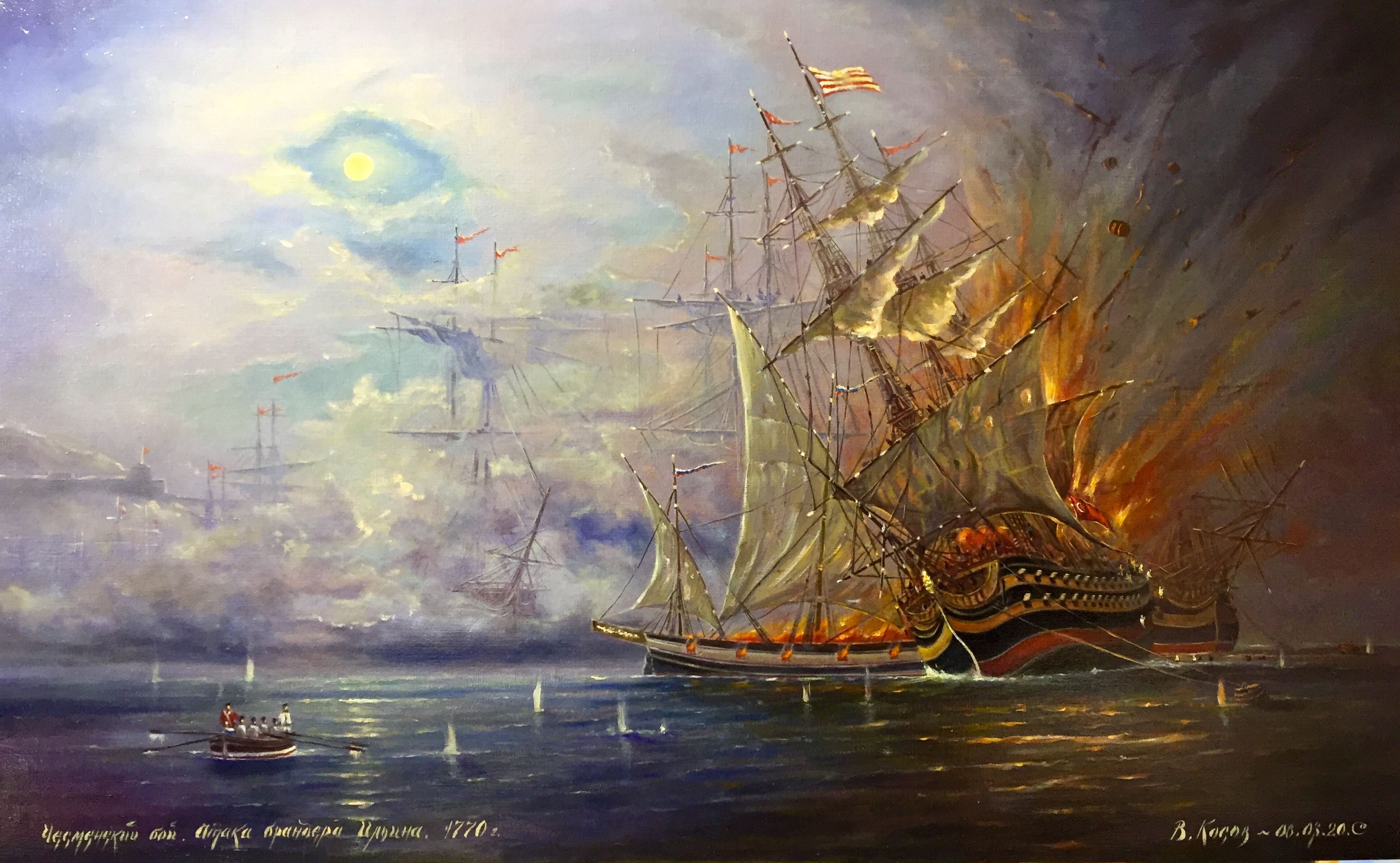
Володимир Косов. Чесме Баттл оф 1770.

### Бій в Хіоській протоці
Після узгодження плану бою російський флот на всіх парусах підійшов до південного краю османської лінії, а потім, розвернувшись, почав займати позиції навпроти османських кораблів. Російський флот був вишикуваний в три баталії — авангард, кордебаталія (середній ряд) та ар'єргард. В авангарді йшов адмірал Спиридов на кораблі «Святий Євстафій» з лінійними кораблями «Європа» та «Три святителі» та фрегатом «Святий Миколай». В кордебаталії розташувались 3 лінійні кораблі — «Три ієрархи», «Ростислав», «Святий Януарій» та два фрегати «Надія Благополуччя» та «Африка». В ар'єргарді — три лінійних кораблі «Не тронь меня», «Саратов», «Святослав» та декілька малих суден.
Османський флот відкрив вогонь близько 11:30-11:45, з дистанції 3 кабельтових (560 м.). Російські кораблі не відповідали, поки не наблизились до противника на дистанцію у 80 сажнів (170 м.). Близько 12:00 лінійний корабель «Європа» відкрив вогонь по противнику, проте через пошкодження тимчасово покинув стрій.
Вихід «Європи» зі строю призвів до того, що передовим кораблем російської ескадри став «Святий Євстафій». На цей корабель був спрямований вогонь трьох османських лінійних кораблів (в тому числі флагмана османського флоту). «Святий Євстафій» зосередив вогонь на османському флагмані «Реал-Мустафа», зблизився з ним та став закидати його брандскугелями. На «Реал-Мустафі» виникла пожежа, команда в паніці кинулась в море, щоб уплав добратись до берега. Проте «Святий Євстафій» втратив управління через пошкодження, завдані обстрілом османських кораблів, і його стало відносити течією прямо на османський флагман. Два кораблі зіткнулись, російські матроси вступили в абордажний бій з османскими моряками, що ще залишились на кораблі. Абордажна сутичка закінчилась перемогою російських моряків, османи, що залишались на кораблі, зістрибували за борт, рятуючись уплав. Проте загасити пожежу на «Реал-Мустафа» не вдалось, вогонь перекинувся на «Святий Євстафій», іскри потрапили у відкритий люк порохового погребу, і корабель вибухнув. Через декілька хвилин вибухнув і «Реал-Мустафа».
Адмірал Спиридов та брат командувача, Федір Орлов, покинули «Святий Євстафій» ще до вибуху. Спиридов продовжив командувати з корабля «Три святителі».
О 14:00 османська ескадра, втративши управління, відступила в Чесменську бухту під прикриття берегових батарей, де була блокована російською ескадрою.

### Бій в Чесменській бухті

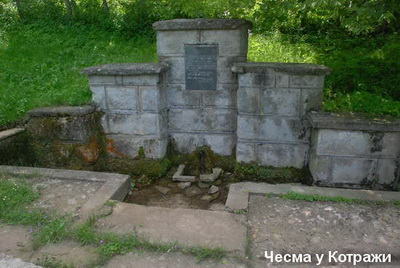
Карта битви в Хіоській протоці та Чесменській бухті

Протягом 25 червня (6 липня) російська ескадра обстрілювала османські кораблі та берегові укріплення. З метою остаточно розгромити османську ескадру Спиридов в ніч на 26 червня (7 липня) висунув в бухту авангард (7 кораблів) під командуванням контр-адмірала С. К. Грейга. Вночі кораблі під вогнем противника увійшли в бухту і, ставщи на якір, відкрили вогонь запалювальними снарядами. Декілька османських кораблів загорілись, близько 2:00 один лінійний корабель вибухнув.
Після вибуху російські кораблі припинили обстріл, і в атаку пішли 4 брандери. Османам вдалось знищити 2 брандери, проте брандер під командуванням лейтенанта Д. С. Ільїна підпалив османський корабель, який згодом вибухнув. Пожежа перекинулась на інші османські кораблі. До 2:30 вибухнули ще 3 лінійні кораблі.
Близько 4:00 росіяни послали шлюпки, щоб захопити кораблі, які ще не горіли, проте вдалось захопити тільки 80-гарматний «Родос». З 4:00 до 5:30 вибухнули ще 6 лінійних кораблів, а близько 7-ї години — одночасно ще 4. До 8:00 бій в Чесменській бухті був завершений.
Всього османи втратили 15 лінійних кораблів, 6 фрегатів та близько 40 малих суден. Був захоплений 1 лінійний корабель та 5 галер. Втрати османів склали 10 000-11 000 чоловік. Російський флот в нічній битві втрат в кораблях не мав.

## Наслідки
Перемога в Чесменській битві мала важливе стратегічне значення. Османське командування, залишившись без флоту, змушене було повністю відмовитись від наступальних дій в Архіпелазі та зосередити свої зусилля на обороні Дарданелл та приморських фортець.
На честь перемоги була випущена пам'ятна медаль. В Царському Селі (зараз Пушкін) був встановлений пам'ятник — «Чесменська колона».

## Галерея

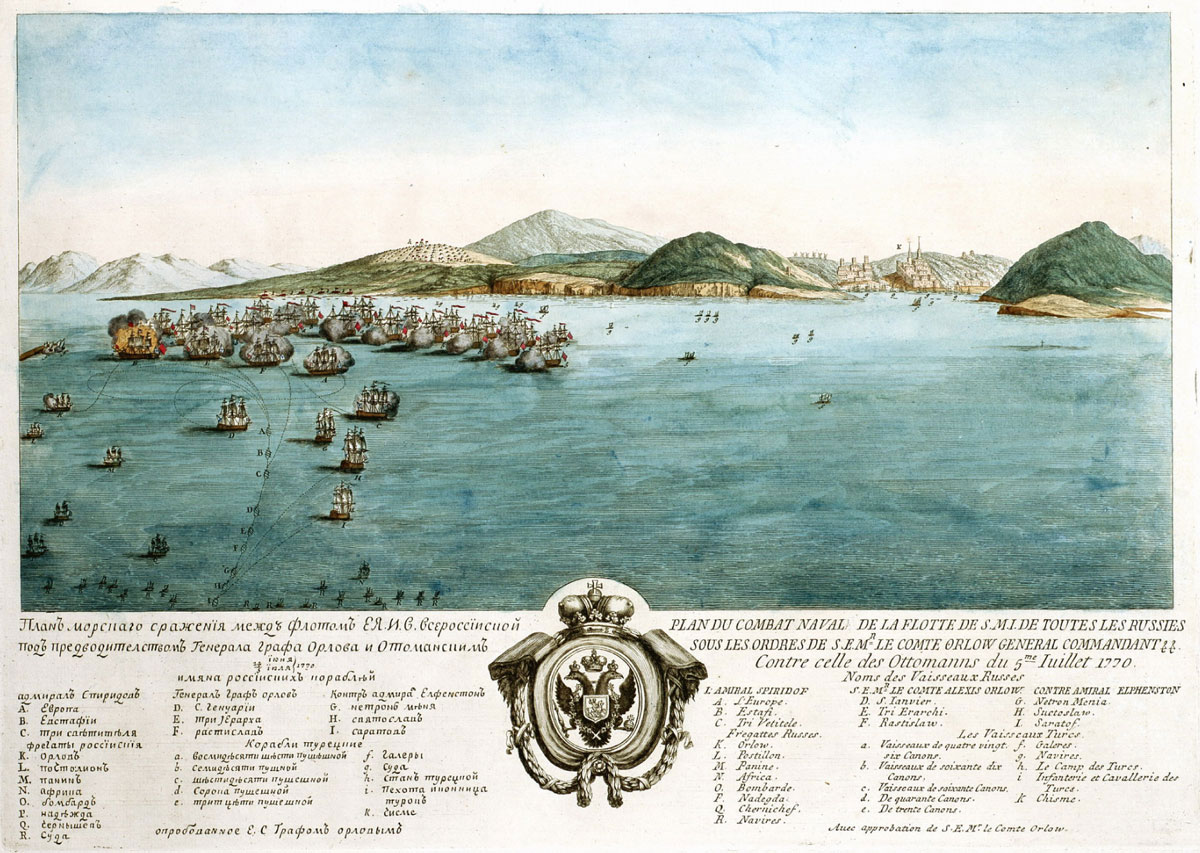
Малюнок плану Хіоського бою
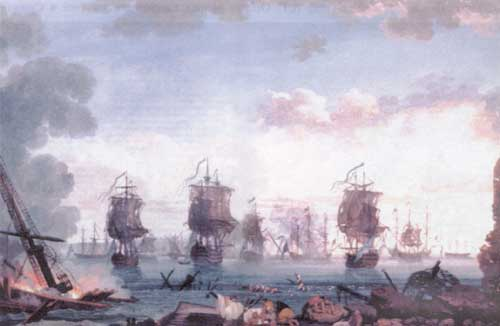
Картина Якоба Філіпа Гаккерта «Відступ турецького флоту в гавань Чесми»
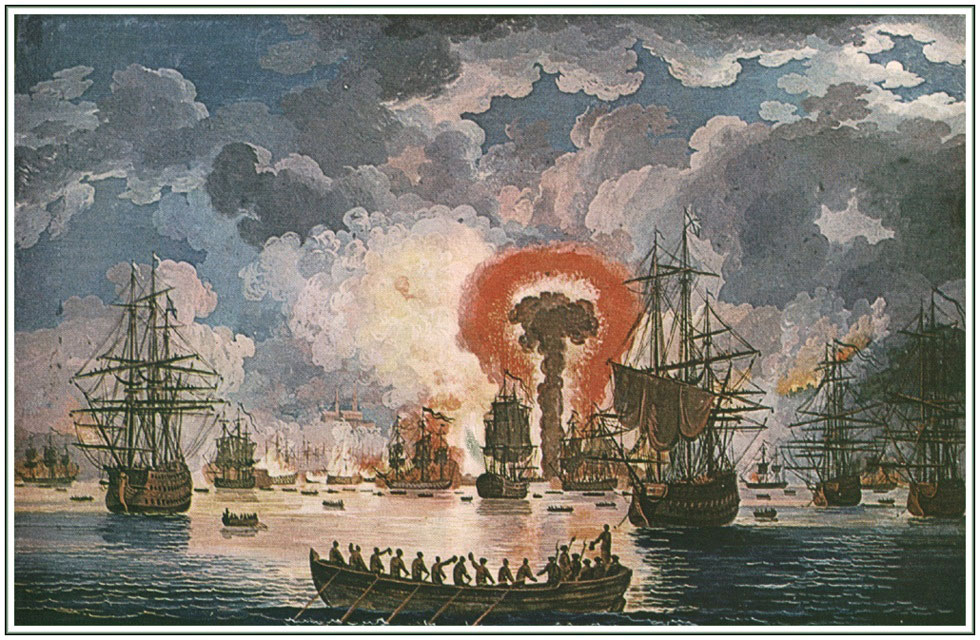
Картина Якоба Філіпа Гаккерта «Епізод морського бою». На картині зображений вибух османського корабля.
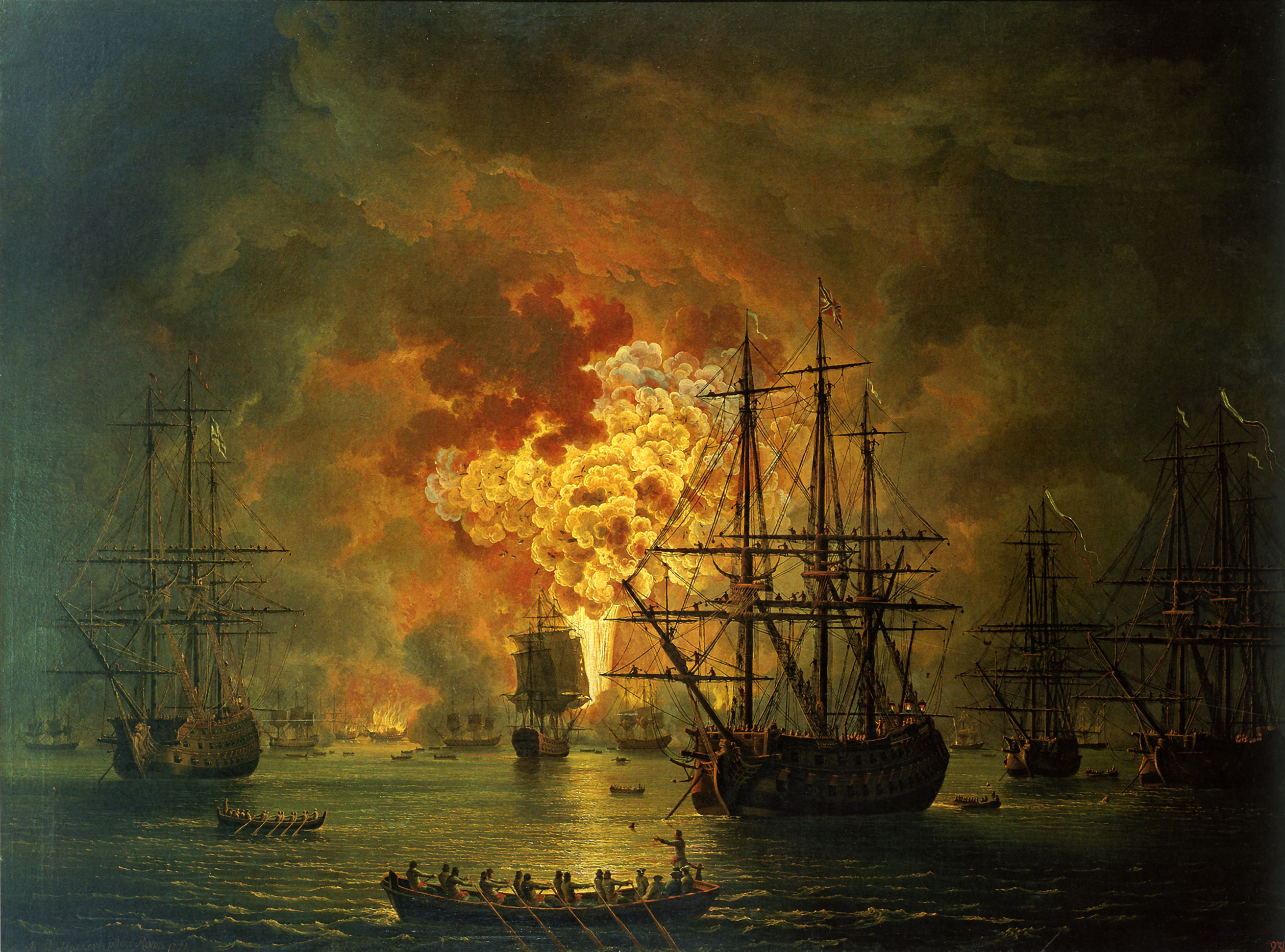
Картина Якоба Філіпа Гаккерта «Розгром турецького флоту під Чесмою» 1771. Ермітаж. Санкт-Петербург
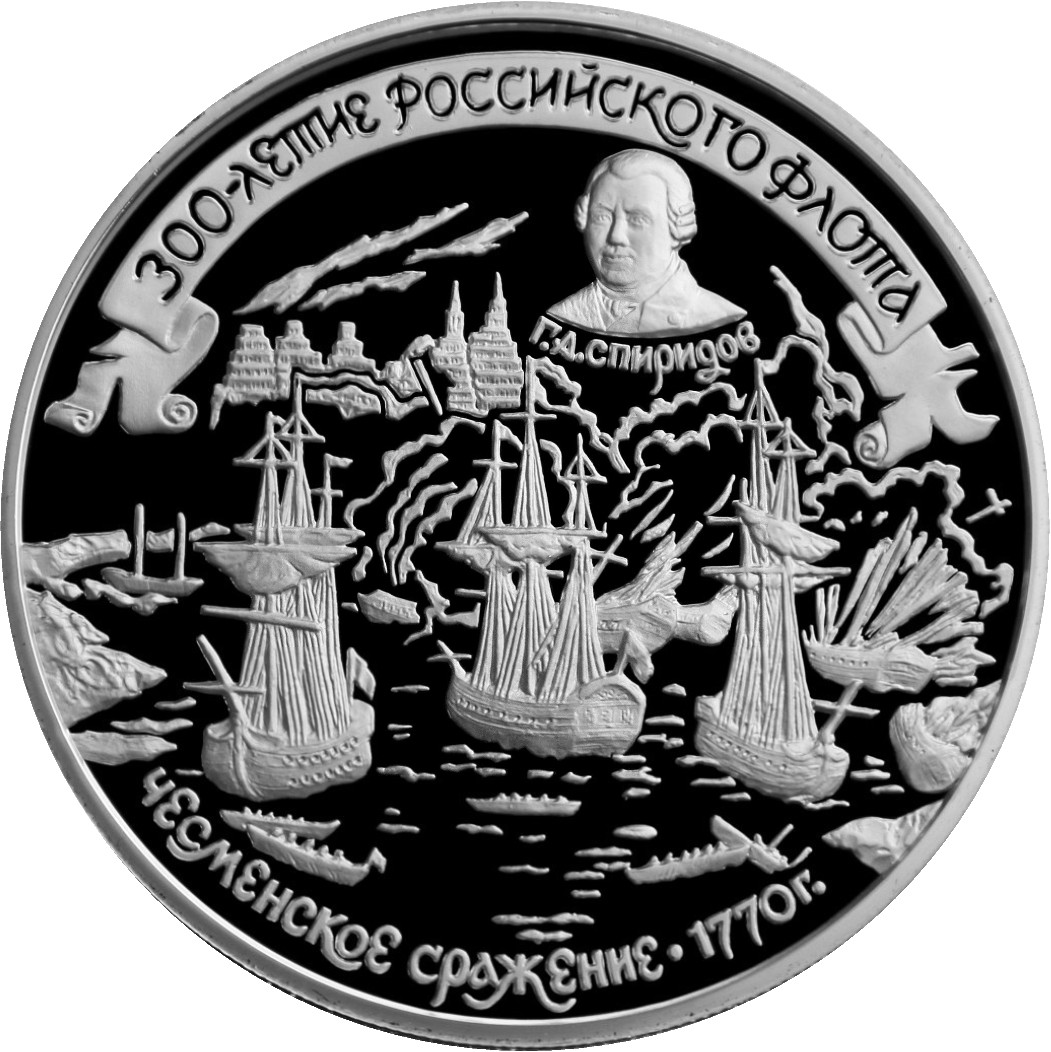
Срібна монета номіналом 25 рублів 1996 р. із зображенням Чесменської битви та адмірала Спиридова.
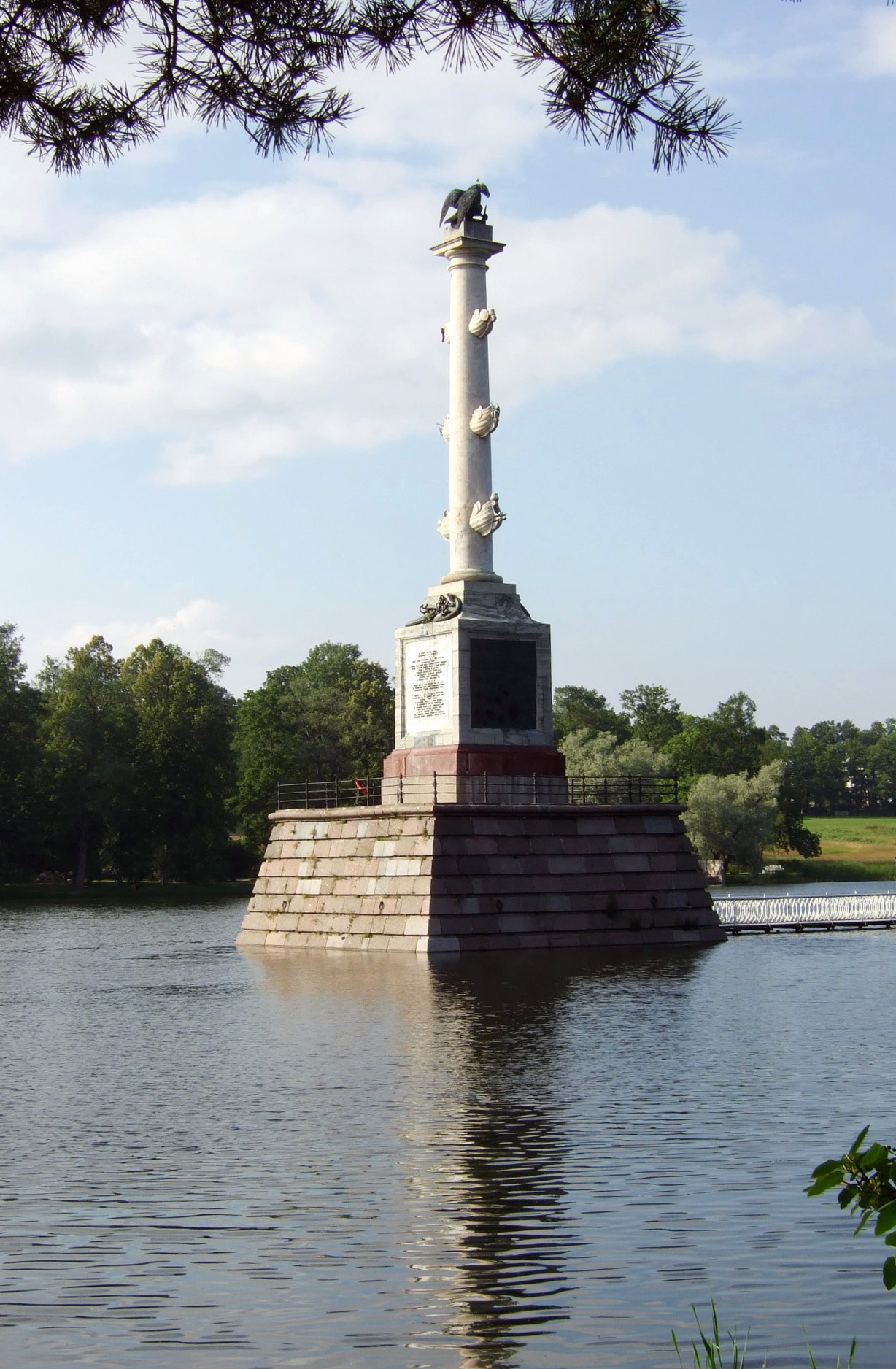
Чесменська колона[en]